# Lat (mértékegység)
A lat vagy bécsi lat az osztrák fennhatóság alatti Magyarországon, majd az Osztrák–Magyar Monarchia idején használatos tömegegység.
1 lat = 17,50199999598189 gramm = 0,01750199999598189 kilogramm

## Egyéb mértékrendszerek

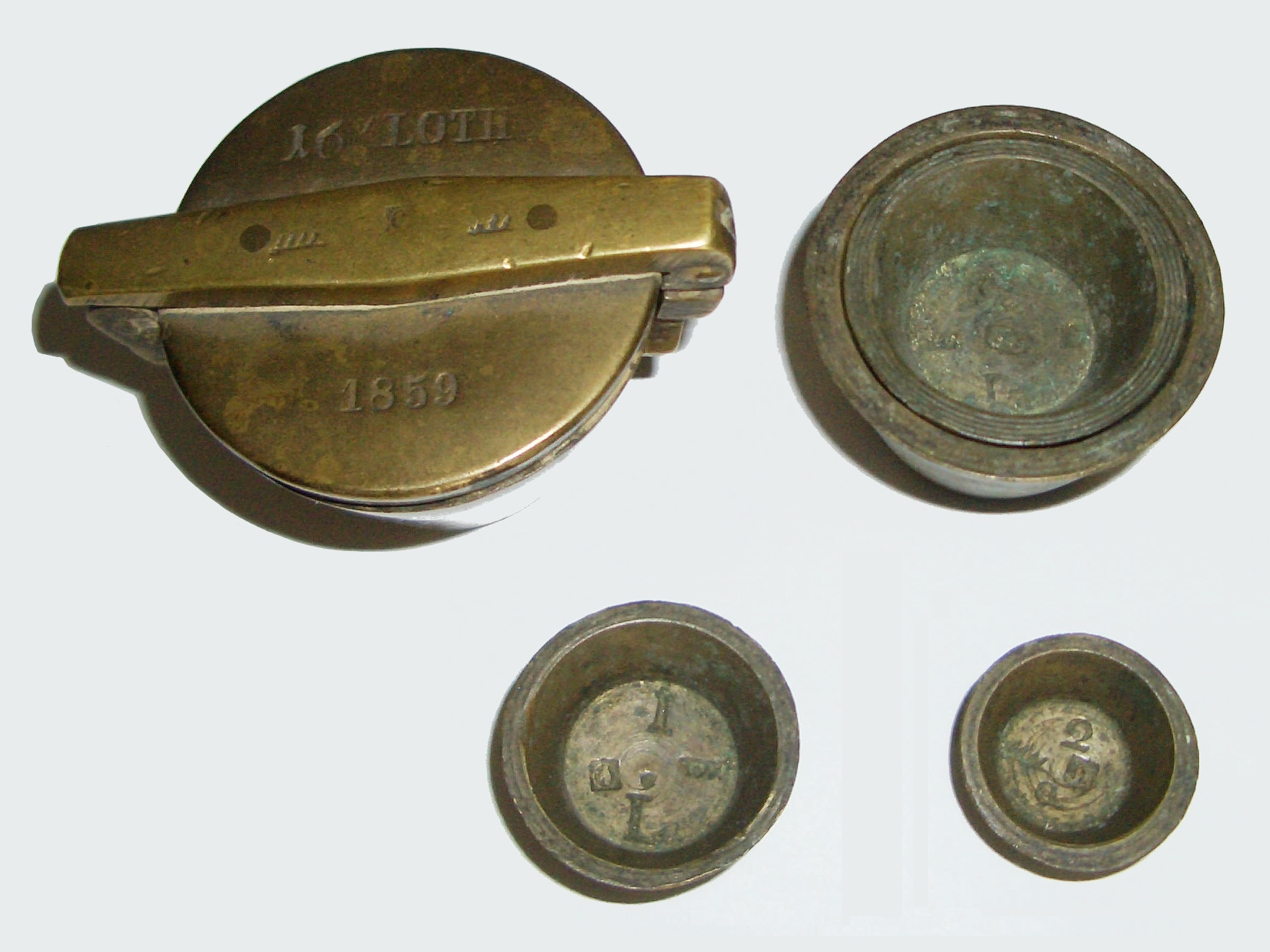
Württembergi mérlegsúlyok 1859-ből

Magyarországon kevésbé ismertek a más földrajzi helyeken és más időkben használatos lat nevű mértékek. Általában 1/30 vagy 1/32 font, 10 és 50 gramm között.
- német lat: eredetileg az új font 1/30 része, 1857-től 16,6667 gramm.
- lübecki lat: 50 gramm
- Poroszország 1857 előtt (1 lot): 4 uncia, 14,606 gramm
- München 1857 előtt és Dánia (1 lot): 4 uncia, 15,6 gramm
- Hessen 1857 előtt (1 lot): 10 uncia, 16,67 gramm
- Szász-Meiningen 1857 előtt: 15,9 gramm
- Észtország (1 lood vagy luut): 0,5 uncia, 12,8 gramm
- Finnország (1 luoti): 0,5 uncia, 14,84 vagy 13,93 gramm
- Hollandia (1 lood): 15 gramm, decimális rendszerben néha 10 grammként használatos
- Lengyelország (1 łot): középkorban 12,65625 gramm
- Svédország (1 lod): hivatalosan 1/32 skålpund, 4 quintin, 13,3 gramm, ugyanakkor pénzérmék mérésénél 13,16 gramm